# Gronings

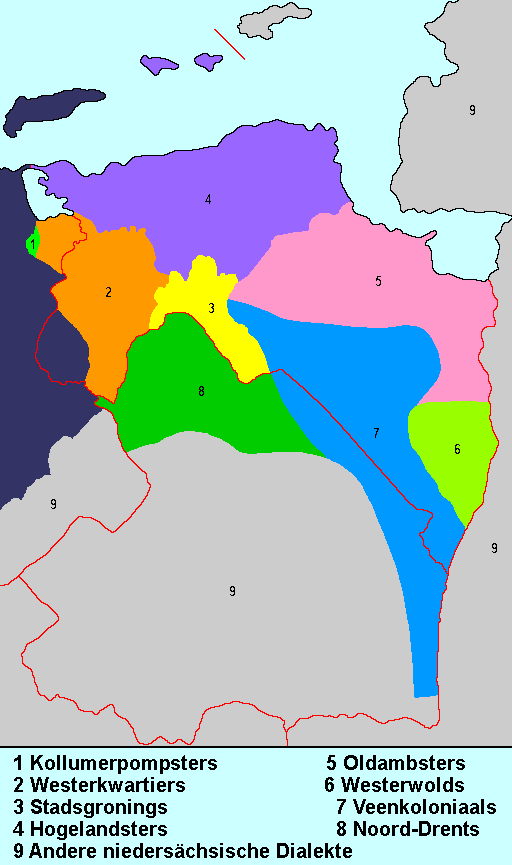
Het Gronings in kaart gebracht. Het Westerwolds is vrijwel uitgestorven. In de dorpen De Wilp, Opende en Kornhorn wordt vanouds overwegend Woudfries gesproken.

Gronings (Gronings-Oostfries, Grunnegs, Grunnegers, Grönnegs) is een verzamelnaam voor een aantal variëteiten van het Nedersaksisch die in en rond de Nederlandse provincie Groningen wordt gesproken. Het Gronings en de verwante variëteiten uit Oost-Friesland vormen gezamenlijk, door het Friese substraat, een opvallende subgroep binnen het Nedersaksische dialectcontinuüm. De streektaal wordt vooral gekenmerkt door zijn typisch eigen accent en woordenschat, die sterk afwijken van de andere Nedersaksische dialecten.

## Taalgebied
Het begrip Gronings kan strak geografisch worden gedefinieerd. Dit is met name in de kop van Drenthe het geval waar het Gronings weliswaar (enigszins) vloeiend, maar niettemin als Drents overgaat in het Drents. Volgens sommigen moet het overgangsdialect van de kop van Drenthe (het Noordenvelds) bij het Gronings worden ingedeeld vanwege 'ou' en 'ei' in plaats van 'oe' en 'ie' in de rest van Drenthe.
Vanaf de Groninger Veenkoloniën gaat het Veenkoloniaals (soms ook wel 'Kanaalsters' genoemd) in vrijwel ongewijzigde vorm de grens over naar de veenkoloniën in Drenthe ten oosten van de Hondsrug.
In het westen van Groningen wordt het Westerkwartiers in verwante vormen gesproken in het oostelijke deel van de Friese (voormalige) gemeente Kollumerland. Het dialect dat in het dorp Kollumerpomp gesproken wordt, het Kollumerpompsters hoort daarbij.
Op het kaartje hiernaast zijn de Groningse dialecten en hun taalgebied zichtbaar.

## Variëteiten
De Groninger variëteiten worden vaak aangeduid met de naam van de plaats of streek waarin ze worden gesproken. De volgende dialecten kunnen binnen het Gronings van elkaar worden onderscheiden: het Westerkwartiers, inbegrepen het Kollumerpompsters, het Stadjeders, het Hogelandsters, het Oldambtsters, het Veenkoloniaals en het Westerwolds.

## Classificatie van het Gronings
Over de classificatie en de categorisatie van het Gronings bestaan menige onduidelijkheden. Sommige taalkundigen classificeren het Gronings als variant van het Platduits, in Nederland als Nedersaksisch aangeduid. Deze twee termen zijn eigenlijk meer politiek dan taalkundig, aangezien het een grote groep uiteenlopende streektalen samenvoegt die slechts een klein aantal overeenkomsten vertoont. De aanduiding voor het Gronings klopt wel, aangezien dit een van die varianten is, maar het gaat vooral om de twijfel over het bestaan van de taal/eenheid Platduits of Nedersaksisch.
Anderen, vooral Duitse taalkundigen, zien het Gronings-Oostfries echter als een aparte groep Duitse dialecten binnen de hoofdgroep Nederduits. Hierbij vormt de Friese invloed het uitgangspunt. Het zou dan ook gaan om Friso-Saksische variëteiten. De klanken ou, ai en ui en het accent spelen hierbij een grote rol. Weer andere taalkundigen voegen deze subgroep bij het Noord-Nedersaksisch. De andere Nedersaksische dialecten in Nederland worden hierbij geclassificeerd als Westfaals of, met uitzondering van het Twents, als Westplatt.
Vooral Nederlandse taalkundigen classificeren het Gronings als Nederlands-Nedersaksisch, dat in Duitsland als Westplatt wordt aangeduid. Hierbij wordt uitgegaan van de Nederlandse invloed op de Platduitse dialecten aan de Nederlandse kant van de grens, tegenover de Hoogduitse invloeden aan de andere kant van de grens. Deze invloeden betreffen vooral de modernere woordenschat, zoals het Nederlandse woord voorbeeld dat in het Gronings veurbeeld is en in het Oostfries biespööl, naar het Duitse Beispiel. Bij deze theorie wordt dan ook geen onderscheid gemaakt binnen Nederland tussen Gronings-Oostfries (of Noord-Nedersaksisch) en Westfaals, maar wel tussen het Gronings en het Oostfries.

## Ontstaan
De Nedersaksische variëteiten in Groningen zijn ontstaan uit twee verschillende talen: het Oudfries (Oosterlauwers Fries) en het Middel-Nederduits (Nedersaksisch). Het Fries werd gesproken in de Ommelanden, terwijl de stad Groningen, het omliggende gebied het Gorecht en Westerwolde Nedersaksisch waren. Klaas Hanzen Heeroma en Jan Naarding gingen er overigens van uit dat de stad van oorsprong Friestalig is geweest. Binnen de stad zou zich dan in de 13e en 14e eeuw een soort stadsfries hebben ontwikkeld. Toen de stad in de 14e eeuw zijn macht over de Ommelanden uitbreidde, vond er een taalwisseling plaats van het Fries naar het Nedersaksisch. Echter van een totale wisseling kan niet worden gesproken, gezien er vrij veel woorden en grammaticale kenmerken vanuit het Fries werden overgenomen in het nieuw ontstane Gronings. Het proces van ontfriezing vond iets minder dan een eeuw later ook plaats in Oost-Friesland, wat de nauwe relatie tussen beide streektalen verklaart.
In de eerste eeuwen van dit proces was de beïnvloeding vanuit het oosten het sterkst, Vanaf de tweede helft van de 16e eeuw ging het Gronings juist meer in de richting van het Middelnederlands, dat als standaardtaal van de Republiek der Verenigde Nederlanden en als taal van de Hervormde (Gereformeerde) kerk dominant werd. Doordat Groningen politiek geïsoleerd bleef, ontstond er begin 19e eeuw een soort provincialisme. Dit zorgde ervoor dat het Gronings zich sterk kon ontwikkelen tot de vorm die men tegenwoordig kent.

## Gebruik

### Dagelijks leven
In het begin van de 20e eeuw was het Gronings nog de belangrijkste taal. Uit een onderzoek van de regionale omroep Radio Noord uit het begin van de 21e eeuw bleek dat circa 65% van de Groningers het Gronings toen nog kon spreken en schrijven. Een deel van de jeugd spreekt het dialect ook nog wel, al is dat in steeds meer vernederlandste vormen (waardoor hun taal in feite verwordt tot een regiolect). De jongste generatie spreekt Nederlands.
Door de mondialisering staat het Gronings, zoals nagenoeg alle dialecten wereldwijd, onder druk. De massamedia en de mobiliteit hebben de grenzen van de lokale taalgemeenschappen, waarop het taalgebruik zich baseerde, doorbroken. Niet-Groningse immigranten zijn talrijk geworden en nemen het Gronings niet in actieve zin over. Veel ouders kiezen ervoor voor om hun kinderen uitsluitend Nederlandstalig op te voeden om zo vermeende achterstanden te voorkomen.

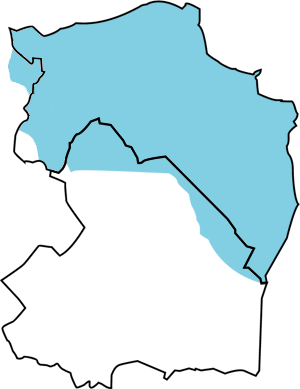
Het gebied waar de Groningse streektaal wordt gesproken.

### Gronings Nederlands
Met het Gronings Nederlands wordt de Nederlandse taal aangeduid zoals die in het Groningse taalgebied wordt gesproken. Net zoals elders kan men een verschil maken tussen een licht dialect, vaak weinig meer dan een uitspraakaccent, en de oorspronkelijke streektaal die ver van het Nederlands af staat. In het Groningstalige gebied gaat het om de streektaal Gronings, gezien als een variëteit van het Nedersaksisch. Het Gronings Nederlands is dan beïnvloed door het Gronings in bepaalde woorden, uitdrukkingen of grammaticale zinsconstructies. Een voorbeeld hiervan is: Mag ik dat puutje van je?. Ook worden de letters en lettercombinaties vervormd bij de uitspraak naar de Groningse uitspraak, bijvoorbeeld IJ zee: Hem wij daddook gedèn? voor Hij zei: Hebben we dat ook gedaan?, tegenover het Groningse "Oi zee: Hem wie daddook doan?. Daarnaast worden ook zinsconstructies gebruikt, zoals Je doet me daar geen knup om toe, die in het Nederlands veel minder gangbaar zijn. Hierbij gaat het dan om de wil van iemand ("Doe gaaist mie doar nait ien" = ik wil niet dat je daarnaartoe gaat). Daarnaast is het woord "knup" een letterlijke vertaling van het Nederlandse woord "knoop". Tot slot is de uitdrukking "ergens om toe" niet correct Nederlands, maar is in het Gronings allesbehalve incorrect ("aargens om tou" = ergens omheen).
Een onofficiële term hiervoor zou groningisme kunnen zijn (naar analogie van termen als anglicisme, frisisme, germanisme, limburgisme en neerlandisme). Toch is het Gronings Nederlands niet duidelijk een vorm. De woorden en uitdrukkingen die onder het kopje groningismen staan zijn slechts een aantal veelgebruikte voorbeelden. Iedereen kan andere woorden gebruiken en wanneer iemand het ene woord uit het onderstaande rijtje gebruikt, hoeft diegene niet direct een ander woord uit het rijtje ook te gebruiken. Het is dus volledig persoonlijk. Echter de klank van het Gronings Nederlands is wel vrijwel overal identiek, door de invloed van de overkoepelende Groningse streektaal.

#### Fonetiek
De klank van het Groningse Nederlands worden ook wel aangeduid als het "Groningse accent". In andere delen van Nederland wordt dit vaak opgevat als "boers". Het meest opvallende verschijnsel dat wordt overgenomen uit het Gronings is het inslikken van de -en. Men zegt dus niet "loopuh", maar "loo'm", waarbij de apostrof een soort glottisslag of stoot inhoudt, vergelijkbaar met een kort uitgesproken binnenmondse u. Het bekendste woord hierbij is "even", dat in populaire taal in de regio dan ook vaak als "eem" wordt geschreven. In de voorbeelden die bij het hoofdstukje "Groningismen" worden genoemd, wordt dit "knauwen", zoals het door de Groningstaligen zelf vaak wordt genoemd, niet geschreven.
De oo-klank neigt, net zoals in het Gronings, licht naar ou. De naam "Groningen" wordt ongeveer uitgesproken als grauwning, waarbij de ng lang wordt uitgesproken.
De o-klank gaat in het Gronings langzaam naar de a, zoals in appel. Dit gebeurt in meerdere Nederlandse dialecten. Vaak wordt dan ook onderscheid gemaakt tussen de ò en de ó. De ò is een korte versie van de oo, zoals in "oor", die veelal in het westen van Nederland wordt gebruikt en ó in een korte versie van de ô, zoals in rôze.
De ee-klank gaat langzaam richting de ij, waardoor het een klank tussen ee en ij is. Hierbij is de halfklinker j duidelijk hoorbaar. Het woord "weten" wordt dan ongeveer uitgesproken als "wij'n", waarbij de apostrof weer de stoot voorstelt. Dit zou kunnen worden gezien als tussenvorm tussen het Nederlandse "weten" en het Groningse "waiten".
De aa-klank verandert in een klank tussen de aa en de è (zoals in het Franse "frère") in en wordt genasaleerd. Het woord "daar" wordt dan ongeveer uitgesproken als "dèr"; dit sluit aan bij het Fries. In het Fries wordt het Nederlandse woord "daar" vertaald als "dêr" (Engels: "there"). In het Gronings verandert de aa echter vaak in oa, wat een oo-klank is, zoals in het het woord "oor".
De a-klank is een korte versie van de Groningse aa-klank en gaat niet richting de o, zoals dat in het Randstad-Nederlands wel vaak gebeurt.
De lateraal l wordt vaak gevolgd door een o-klank. Het woord "bellen" wordt hierdoor ongeveer uitgesproken als "bèjon".
De plosieven t en de p worden beide krachtig uitgesproken. De t wordt geaspireerd en geassibileerd, dat wil zeggen krijgt een h-klank en een s-klank erbij, die vrijwel gelijk met de dentaal worden uitgesproken. Dit is vergelijkbaar met het Brits-Engels dat dezelfde uitspraak heeft in een woord als "bit" ([biths]). De p wordt alleen geaspireerd.
De liquida r wordt aan het eind van een woord vaak niet uitgesproken. Alleen wanneer het wordt gevolgd door een klinker, of als het aan het einde van de zin staat, waardoor het nergens door wordt gevolgd, wordt het wel uitgesproken. In dit geval kent het Groningse Nederlands een rollende r, zoals aan het begin van een woord. De zin: "Waardoor hoor jij dat woord maar niet?" wordt ongeveer uitgesproken als "Wèdoo hoojij dath wooth mènieth".
De klankcombinatie -el aan het einde van het woord, wordt duidelijk uitgesproken als -ol. In het Randstad-Nederlands wordt het uitgesproken als een klank tussen o en e in, die je krijgt wanneer je de e weg zou laten. Bijvoorbeeld "appl". In het Gronings is het duidelijk "appol".
Tot slot wordt de klank van het Groningse Nederlands gekenmerkt door een hoge mate van enclise en proclise. Over het algemeen is het Gronings een "snelle" taal. Daardoor valt de uitspraak van bepaalde woorden vaak samen met het voorgaande of het volgende woord. Hierdoor veranderen de klanken van bepaalde letters. De t wordt soms een d. De zin "Dat ziet hij" wordt ongeveer uitgesproken als "Da siedij". De t kan ook blijven staan en dan nog krachtiger worden, alsof er twee t's stonden. Dit gebeurt vaak in combinatie met een d: "met die andere" wordt "mettiejaandere". De s wordt een z, bijvoorbeeld "wat voor das heeft hij" wordt "waffoor dazijftie". De k wordt geaspireerd tot kh, zoals de g in het Duits (guten Tag) en Engels (good day): "wat ruik ik?" wordt "wat ruikhik". Dit is een van de redenen waardoor het Gronings, en ook het Groningse Nederlands vaak al, erg onverstaanbaar is voor degenen die zelf geen Gronings spreken.

#### Groningismen
De onderstaande woorden, uitdrukkingen en grammaticale eigenaardigheden komen uit het Gronings en zijn al dan niet letterlijk vertaald, maar worden regelmatig tot vaak in het Nederlands van de Groningssprekenden overgenomen. Hieronder een aantal "fouten" die vaak worden gemaakt.

##### Woorden (indien Fries substraat tussen haken vermeld)
- Aal – steeds
- Allemoal – helemaal
- Belken/bölken – schreeuwen (Fries: balten)
- Beter als – beter dan
- Bloike – bleekveldje
- Blèren – janken
- Boksem – broek
- Boz'n – schoorsteenmantel
- Buuts(e) – broek-/jaszak, soms foutief vertaald naar het Nederlands als "buits"
- Der – er
- Diep/daip – kanaal (wordt ook zo gebruikt in sommige namen van kanalen, zoals het Reitdiep of het Damsterdiep.)
- Dik/doen – dronken (ook wel "steerndik" genoemd)
- Eelsk – aanstellerig
- Elk – iedereen
- Gallig – vervelend, bedorven
- Geweest hebben – geweest zijn
- Genoat – garnalen
- Guster – gisteren
- Hazzens – hoofd
- Hield – haalde
- Hong – hing
- Jirre/jier – vieze vloeistof (Nederlands: gier, Fries: jarre)
- Kinder – kinderen
- Kippen – kantelen
- Kletspoot – Een natte voet/schoen (bijv. door in een plas te zijn gestapt)
- Kloede – scheldwoord voor dik persoon
- Kwielen – kwijlen
- Loos – aan de hand: wat is der loos
- Loos – slim (sarcastisch)
- Mous – stamppot boerenkool
- Mug – vlieg
- Neef(-ke/-je/-ie) – mug (ook Fries)
- Nest – bed
- Nog mor – ook alweer ("wat was je naam nog maar?")
- Omstebeurten – om de beurt
- Omtrekken – omkleden
- Over – via
- Pikken – plakken
- Pitten – slapen
- Plof – bromfiets
- (Lutje) Potje - baby
- Puut – zakje (Fries: pûde, pûdsje)
- Rapollie – rapalje
- Rechtoet – rechtdoor
- Roppen – hard trekken
- Saus – latex verf
- Schade – schaduw (Fries: skaad)
- Schiet! – shit!/verdorie!
- Schijtert – bangerik
- Sik, bok – geit
- Slaif – soeplepel
- Slim – erg (vergelijkbaar met het Duits: dat is toch niet zo slim = dat is toch niet zo erg)
- Sloan – slaan en slagen
- Smok – kus
- Strunen – struinen
- Stoer - moeilijk
- Sìnten, centen – geld (vaak tegen kinderen gezegd: "je krijgt van mij een paar centjes (=wat geld)".)
- Vrouw – mevrouw (titel, bv: Vrouw Ferwerda = Mevrouw Ferwerda)
- Welken – een aantal personen
- Wief – vrouw (negatief, bv: "dat wief kiekt me aal an" → "dat (stomme) wijf loopt me constant aan te kijken")
- Zat – genoeg; vol van het eten
- Zuinig (aan) – nauwelijks
- Zuster – zus

##### Uitdrukkingen en idioom
- Andere dag/week – volgende dag/week (tegenovergestelde van het Engelse "the other day/week")
- Bie 't Oal grieze opt grode maarkt – bij de Martinitoren op de grote markt.
- Bie het pad – op straat, aanwezig, bijvoorbeeld: "Ik wil niet dat je de hele avond bij het pad loopt" betekent "Ik wil niet dat je de hele avond een beetje op straat rondhangt" en "Familie A loopt weer bij het pad" betekent "De familie A is ook weer aanwezig (buiten, in een bekende omgeving, bv. als die familie voor je huis langs loopt)"
- Bij zomer-/winterdag – 's zomers/'s winters
- Dik – alles dat geweldig of groot kan zijn: "een dik feest", "een dikke auto", "een dikke lucht" (donkere lucht), "dikke mist" (dichte mist)
- Eromtoe – eromheen
- Ergens flauw van zijn – ergens genoeg van hebben (ik word flauw van je gezeur = ik heb genoeg van je gezeur)
- Het doet niets – Het geeft niet
- Hoe dat dan? – Hoezo?/Hoe komt dat?
- Iets begroten – ergens medelijden mee hebben, bijvoorbeeld: "dat arme meisje begroot me echt"
- Iets begroten – iets te duur vinden maar wat iemand wel graag wil hebben: "die mooie oorbel begroot me echt"
- Iets ergens mee nodig hebben – ergens mee te maken hebben, bijvoorbeeld: "Daar heb je niks mee nodig" betekent "Daar heb je niets mee te maken", van het Groningse "Doar hest niks mit neudeg".
- Iets nodig zijn – iets nodig hebben
- 't is ja nuver kold ja – wat is het koud zeg! (ja kan als verwijzing, bevestiging en als krachtterm)
- Ja – immers. Dit is een van de bekendste elementen van het Groningse Nederlands. Bijvoorbeeld: "Wij hebm ter gister ja nog over gehad" of "Dat kan niet ja".
- Ja – zeg. I.p.v. 'Wat gezellig' of 'gezellig zeg', zegt met in Groningen vaak ja. ("Ik was gister bij oma" "Gezellig ja!")
- Jo(e)! tjeu! – Doei!
- Jong – gezegd tegen minder geacht persoon of sarcastisch (most oetkiekn jong!/ ach ja jong! = je moet uitkijken jongen/meisje /'natuurlijk' joh)
- Kerel lood – vergelijkbaar met "Mens en kinder!"
- Kwart na/veur drei – kwart over/voor drie
- Mens – negatieve uitroep naar persoon, bijvoorbeeld: "Mens, zeur toch aal niet zo!" of als negatieve aanduiding voor de persoon zelf, bijvoorbeeld "Dat mens heeft me maar een meegegeven in plaats van twee!". In het laatste geval wordt het vooral gebruikt voor een vrouw.
- Mens en kinder! – Uitroep, vergelijkbaar met "jeetje mina!" en "mijn god!"
- Mien jong – letterlijk kind of jongen, meestal ook gebruikt om de ander mee aan te duiden
- Moi! – Hoi!
- Na andere dag/week – overmorgen of over 2 week.
- noar stad tou goan/bin noar stad tou – naar de stad (Groningen)gaan, ben naar de stad.
- Om toch! – daarom! (nietszeggend antwoord op vraag met "waarom", vergelijkbaar met "omdat ik het zeg!")
- Op nest gaan – naar bed gaan
- Schelden krijgen – op de kop krijgen ("Ga daar maar niet spelen, straks krijg je schelden van je pa.")
- Thee ingieten – thee inschenken
- Toelijken – lijken, bijvoorbeeld: "Hoe lijkt je dat toe?" = "Lijkt je dat wat?"
- Twai lichtn – twee lichten/ ochtendzon, zonsopkomst (hai's veur twailichtn oet nust) in het Engels, twilight.
- Waar kom je weg/vot – waar kom je vandaan. 'Weg' ook als in: "waar heb je die jas weg?"
- Weerom gaan – teruggaan
- eem an divedoatsie – even iets te doen hebben
- hai oet tied komn – hij is uit de tijd gekomen, iemand is overleden
- vernuuver die moa eem – vermaak je maar wat

##### Grammaticale kenmerken
- Bij de toren langs – langs de toren
- Hebben komen gekund – hebben kunnen komen, bijvoorbeeld: "We hebben niet komen gekund"
- Hij wast hem – hij wast zich
- Ik dee – ik deed
- Ik heb haar het even zien gelaten – Ik heb het haar even laten zien
- Ik hong/gong/vong – ik hing/ging/ving
- Ik kan hem – ik ken hem (doordat het Groningse kennen (kennen) en kinnen (kunnen) zo dicht bij elkaar staan)
- Ik mouk – ik maakte (Noord-Gronings)
- Ik ston/von – ik stond/vond
- Ik wou – ik wilde
- Is hem het wel? – Is het hem wel?
- Komen kunnen – zullen komen, bijvoorbeeld: "Zeg maar dat we niet komen kunnen"
- Konings – koningen, in het Gronings wordt vaker de voorkeur aan meervoud op -s gegeven dan in het Nederlands
- Lopen gedaan – gelopen (in het Gronings kan elk voltooid deelwoord worden vervangen door een constructie met "gedaan" wanneer het direct een relatie heeft met tijd, dus bijvoorbeeld "gister heb ik lopen gedaan")
- Tot de toren toe – tot aan de toren
- Wat zeur je! – wat loop/zit je te zeuren!
- Welk land zijn we in? – In welk land zijn we? (Een vraagzin begint nooit met een voorzetsel)

### Media
In de media in Groningen wordt het Gronings frequent gebruikt. Zo wordt er op Radio Noord veel Gronings gesproken met en door luisteraars en presentatoren. Op RTV Noord wordt nauwelijks Gronings gesproken. Een vast item dat tot 2009 wel Gronings was, was het weer van Jaap Nienhuis of Derk Bosscher. In 2011 is het weer terug op TV Noord. Het nieuws daarentegen is altijd in het Nederlands. RTV Noord zond in de tweede helft van 2007 een Groningse regiosoap uit genaamd Boven Wotter. Een ander Gronings programma is "Grunnegers", waarin presentator Olaf Vos allerlei taalkundige feitjes vertelt, bijvoorbeeld aan de hand van een bepaald woord, een fragment uit een film of een boek, of aan de hand van een zin met fouten die vervolgens worden verbeterd.
Een aantal voorbeelden van Groningse tijdschriften zijn Toal en Taiken en Krödde, wat eigenlijk onkruid betekent.
Van het Gronings bestaan verschillende woordenboeken. Het eerste officiële woordenboek, het Nieuw Groninger Woordenboek, werd samengesteld door K. ter Laan. Dit woordenboek werd de basis voor elk woordenboek en spelsysteem die het Gronings sindsdien kent. Recenter is het Zakwoordenboek Gronings – Nederlands / Nederlands – Gronings (1988) van Siemon Reker. De streektaalpredikant Klaas Pieterman stelde een woordenboek van Groninger alliteraties samen met als titel Gezondhaid en groutnis (2004).

### Onderwijs en cultuur
Doordat het Gronings geen officiële taal is, is het geen verplicht vak op scholen. Toch kiezen steeds meer Groninger basisscholen er tegenwoordig wel voor om aandacht te besteden aan het Gronings. Dit varieert van het voorlezen van Groningse verhalen tot daadwerkelijke taallessen. In 2021 werd er een app met een bijbehorend lespakket voor basisscholen gelanceerd waarmee kinderen kennis konden maken met het Gronings. In februari 2022 werd het lespakket op in ieder geval 97 scholen gebruikt. Ook wordt jaarlijks het Groningstalige tijdschrift Wiesneus uitgegeven. Op middelbare scholen wordt er nauwelijks tot geen aandacht besteed aan het Gronings.
Aan de Rijksuniversiteit Groningen kan er geen Gronings worden gestudeerd, maar wordt er wel onderzoek naar gedaan. In oktober 2007 werd de tot dan toe bijzondere leerstoel Gronings omgezet in een gewone leerstoel binnen de faculteit der letteren. Siemon Reker, daarvoor bijzonder hoogleraar in deeltijd, kreeg hiermee een volledige en gewone aanstelling. In maart 2025 lanceerden de RUG en Centrum Groninger Taal en Cultuur in samenwerking een online cursus Gronings.
Het Gronings kan ook worden geleerd door middel van taalcursussen. De laatste jaren ziet men een trend opkomen in Groninger cursussen. Steeds meer mensen interesseren zich voor de taal en zijn ook bereid hier lessen in te nemen. De meeste cursussen zijn in twee delen gesplitst, namelijk het verstaan en het daadwerkelijk spreken.
Elk jaar rond maart worden er in de meeste Groninger gemeentes schrijfwedstrijden gehouden. Hierbij kan iedereen een Gronings stukje poëzie of proza insturen. De winnaars van de drie leeftijdscategorieën worden op een avond vol Groningse taal en cultuur bekendgemaakt en gaan door naar de provinciale ronde.
Ook zijn er verschillende boeken in het Gronings. In 2008 verscheen de Bijbel in het Gronings, de Biebel. Aan de vertaling uit de grondtalen is 34 jaar gewerkt door 60 vertalers. Ook allerlei leesboeken en stripboeken zoals Suske en Wiske zijn in het Gronings geschreven of vertaald.

### Muziek
Bekende Groninger en Groningse muzikanten zijn onder andere Wia Buze, Henk Wijngaard, Lianne Abeln, Alex Vissering, Pé Daalemmer & Rooie Rinus die later samen met Alina Kiers De Bende van Baflo Bill vormden, Hail Gewoon, Bond tegen Harries en Ede Staal (†). Ook in de muziek ziet men tegenwoordig een stijgende lijn. Het aanbod en het succes van Groningse artiesten loopt jaarlijks op.

## Oostfries
Volgens sommige taalkundigen behoort het Gronings tot het Noord-Nedersaksisch, waartoe ook het Oostfries behoort. Beide dialecten zijn dan ook aan elkaar verwant en worden gekenmerkt door Friese invloeden. Andere taalkundigen rekenen het Gronings-Oostfries dan ook wel als apart cluster Noordwest-Nedersaksische of Friso-Saksische variëteiten. De grootste overeenkomst tussen beide streektalen is de woordenschat. De grootste tegenstelling is de schrijfwijze. Het Oostfries is aangepast aan het Standaardduits, de Groningse schrijfwijze is aangepast aan het Standaardnederlands. Een voorbeeld hiervan is het Gronings-Oost-Friese woord voor schaats (zie hieronder). De uitspraak van het woord is bijna hetzelfde, maar de schrijfwijze is verschillend. Deze connectie met het Oostfries Plat heeft tot gevolg dat wanneer het Gronings een aparte status zal krijgen, dit ook voor het Oostfries gaat gelden.
| Oostfries       | Gronings | Nederlands |
| Schöfel         | Scheuvel | Schaats    |
| Lüttje          | Lutje    | Klein      |
| Neei            | Nij      | Nieuw      |
| Mus             | Moes     | Muis       |
| Sük             | Zok      | Zich       |
| Böhne           | Beune    | Zolder     |
| Bloot ([blout]) | Bloud    | Bloed      |

De Oost-Friese combinatie -oo (bijvoorbeeld in Bloot) wordt uitgesproken als -ou of -ow ([blout]; Gronings: bloud). In sommige delen van het Reiderland wordt zelfs gezegd [bljout], wat nog een kenmerk is van het Fries in die streek. De Oost-Friese combinatie -aa (bijvoorbeeld in quaad) wordt uitgesproken als -oa ([kwoad]; Gronings: kwoad). De Oost-Friese combinaties -ee en -eei (bijvoorbeeld in neet) worden uitgesproken als -ai of -eej ([nait]; Gronings: nait). Hieruit kan men concluderen dat er een grote relatie bestaat tussen beide talen. De relatie is echter in het Reiderland groter dan in het Brookmerland, door verschil in dialecten. De combinatie sch- (bijvoorbeeld in schöfel) wordt uitgesproken als sk- (skeufol; Gronings: scheuvel) dat juist weer de relatie met het Fries benadrukt.
| Duitse dialecten sinds 1945                                             |
| De Duitse talen en dialecten. Gronings en Oostfries als een taalgebied. |

## Voorbeelden
Onzevader
Os Voader in Hemel,
dat Joen Noam haailegd worden zel,
dat Joen Keunenkriek kommen mag,
dat Joen wil doan wordt
op Eerd net as in hemel.
t Stoet doar wie verlet van hebben
geef os dat vandoag,
en reken os nait tou wat wie verkeerd doun,
net zo as wie vergeven elk dij os wat aandut.
En breng os nait in verlaaiden,
mor wil van verlaaider ons verlözzen.
Den Joe binnen t Keunenkriek,
de Kracht en de Heerlekhaid.
Veur in aiweghaid.
Amen

## Taalvergelijking
- Hogelandsters: Mien noaber was nait ien hoes dou kat kwam.
- Oldambtsters: Mien noaber was nait in hoes dou katte kwam.
- Westerkwartiers: Mien noaber was niet ien huus doe e kat kwam.
- Stadjeders: Mien noaber was nait in hoes toun de kat kwam.
- Veenkoloniaals: Mien noaber was nait in huus toun de kadde kwam.
- Westerwolds: Min naober waar nich in hoes doe de katte kwaam.
- Oostfries plat: Min noaber was neet in hus as de katte kweem.
- Saterfries: Mien Noaber waar nit in Huus do die Kat koom.
- Fries: Myn buorman wie net yn 'e hûs doe't de kat kaam.
- Drents: Mien naober was niet in hoes toen de kat kwam.
- Nederlands: Mijn buurman was niet thuis toen de kat kwam.
- Duits: Mein Nachbar war nicht zu Hause, als die Katze kam.

## Kenmerken

### Woordenschat
De woordenschat van het Gronings is verwant aan het Nederlands, de andere Nedersaksische dialecten, het Hoogduits en het Fries, in het bijzonder het Saterfries (Oosterlauwers Fries). Doordat zowel het Gronings als het Oostfries ontstaan is uit het Oosterlauwers Fries, komt de woordenschat van beide dialecten voor een groot deel met elkaar overeen.
Tegenwoordig verwatert de woordenschat van het Gronings langzaam. Steeds meer Groningse woorden maken plaats voor al dan niet vergroningste Nederlandse woorden. Toch kennen veel mensen tegenwoordig nog wel veel pure Groningse woorden, maar gebruiken deze niet meer, bijvoorbeeld omdat bij een spreker veelal eerder het Nederlandse woord opkomt als het Groningse daar sterk van afwijkt (zoals sok tegenover hozevörrel).
Hieronder een aantal Groningse woorden.
| Gronings                  | Nederlands                                            | Fries        |
| ------------------------- | ----------------------------------------------------- | ------------ |
| Aingoal                   | Voortdurend                                           |              |
| Aine                      | Iemand                                                | Ien          |
| Akkenail                  | Dakkapel                                              |              |
| Beune                     | Zolder                                                |              |
| Boksem                    | Broek                                                 |              |
| Bolle                     | Stier                                                 | Bolle        |
| Boudel                    | Boel/toestand/gedoe                                   |              |
| Bözzem                    | Schoorsteenmantel                                     |              |
| Dammit                    | Zometeen                                              |              |
| Edik                      | Azijn                                                 | Jittik       |
| Eelsk                     | Verwaand/aanstellerig                                 |              |
| Eerdappel/Eerpel/Eerappel | Aardappel                                             | Ierappel     |
| Elkenain                  | Iedereen                                              | Elkenien     |
| Gounend/gounent/gount     | Een aantal (mensen), sommigen                         | Guon         |
| Hounder, tuten            | Kippen                                                | Hinnen       |
| Hupzelen                  | Bretels                                               |              |
| Jeuzeln/Soezen            | Zeuren/janken                                         |              |
| Jirre/jier                | Vies water (verwant aan het Nederlandse gier)         | Jarre        |
| Graimen, klaaien          | Knoeien                                               | Grieme       |
| Kloede                    | Klont/dik persoon                                     |              |
| Koare                     | Kruiwagen                                             | Kroade       |
| Kopstubber                | Ragebol                                               |              |
| Kribben                   | Ruzie maken                                           |              |
| Krudoorns                 | Kruisbessen                                           |              |
| Kwingeln                  | Morsen (vloeistof)                                    |              |
| Kwint                     | Bouwvallig huis                                       |              |
| Leeg                      | Laag                                                  | Leech        |
| Liepen                    | Huilen                                                |              |
| Loug                      | Dorp                                                  |              |
| Lutje                     | Klein                                                 | Lyts         |
| Maggelen                  | Slecht schrijven                                      |              |
| Mishottjen                | Mislukken                                             |              |
| Mous                      | Boerenkool                                            |              |
| Mug                       | Vlieg                                                 | Mich         |
| Om toch!                  | Daarom! (nietszeggend antwoord op vraag met 'waarom') |              |
| Opoe                      | Oma, opoe                                             |              |
| Poeppetoon/Mollebonen     | Tuinbonen                                             |              |
| Puut                      | (plastic) zak/tasje                                   | Pûdsje       |
| Plof/Ploffiets(e)         | Brommer                                               |              |
| Rebait                    | Biet                                                  |              |
| Schienvat                 | Zaklantaarn                                           |              |
| Schier                    | Mooi, schoon / bijna / louter                         |              |
| Schraaien                 | Huilen                                                |              |
| Siepel                    | Ui                                                    | Sipel        |
| Sikkom/bienoa/schier      | Bijna                                                 |              |
| Slaif                     | Soeplepel                                             | Sleef        |
| Slik                      | Snoep                                                 |              |
| Slim                      | Erg                                                   | Slim         |
| Smok                      | Zoen                                                  |              |
| Spaigelploatje            | Cd                                                    |              |
| Spèren/spijen             | Braken, spugen                                        | Spuie        |
| Stoer                     | Moeilijk                                              |              |
| Swienebak, aaskemmer      | Prullenbak                                            |              |
| Swienehondje/schuddeldouk | Vaatdoekje                                            |              |
| Steekruif                 | Koolraap                                              |              |
| Riepe                     | Stoep                                                 |              |
| Raaive                    | Gereedschap, bestek                                   |              |
| Verlet hebben van/om      | Nodig hebben                                          | Ferlet hawwe |
| Vernaggeln                | Vernielen                                             |              |
| Vot                       | Vandaan, weg                                          | Fuort        |
| Wicht, wichie             | Meisje                                                |              |
| Wied                      | Ver/breed                                             | Wiid         |
| Zedel                     | Folder                                                |              |